# Alfie Jones
Pour l’article homonyme, voir Jones.
Alfie Jones, né le 7 octobre 1997 à Bristol en Angleterre, est un footballeur anglais qui évolue au poste de défenseur central au Middlesbrough FC.

## Biographie
Né à Bristol en Angleterre, Alfie Jones est formé par Southampton, mais ne s'impose pas au club. Il est prêté à St Mirren et Gillingham FC. 
Le 4 septembre 2020, Alfie Jones rejoint Hull City. 

## Palmarès

### En club
Hull City
- Championnat d'Angleterre D3 (1) :
  - Champion : 2020-21.